# Кюне, Вальтер Георг
Вальтер Георг Кюне (нем. Walter Georg Kühne) — немецкий палеонтолог.

## Биография
В конце 1930-х годов и во время Второй мировой войны он находился в эмиграции из-за национал-социалистов в Великобритании. Позже он стал профессором в Свободном университете Берлина, где в 1958 году он основал Институт палеонтологии.
Кюне был пионером в области исследования мезозойских млекопитающих, которых он искал, прежде всего, в месторождениях бурого угля.
Он впервые описал морганукодона по находке, сделанной в 1940-е годы в Уэльсе, и Oligokyphus (Tritylodontidae) по находке, сделанной в 1939 году в южной Англии. В честь Кюне назван род ранних млекопитающих Kuehneotheria. В 1946 году он описал находку из триаса, найденную на юго-западе Англии и названную Kuehneosaurus.
Он нашёл в 1959 году первые указания на богатое отложениями млекопитающих юрского периода место в угольной шахте Guimarota вблизи Лейрии в Португалии, которое позднее в 1973 году подробно исследовал его ученик Бернард Кребс.